# Def Con Dos
Def Con Dos és un grup espanyol de música caracteritzat per una fusió de rap i rock. Va ser fundat a Vigo el 1988, tot i que poc després es traslladaren a Madrid.
Foren uns dels pioners del hip-hop en castellà, juntament amb formacions com DNI, Jungle Kings, QSC, MC Randy & DJ Jonco, Masters TDeK o Sindicato del Crimen. Posteriorment, evolucionaren cap al rap metal, on també foren pioners. Les seves lletres tenen un fort component de compromís social i connotacions polítiques, i es caracteritzen per la ironia i els jocs metafòrics amb dobles sentits.

## Història
En els seus començaments es van dir Freddy Krueger y los Masters del Universo i van estar fortament influïts per Public Enemy, Beastie Boys i Run DMC. Rapejaven sobre bases instrumentals de hip-hop preparades per Julián Hernández de Sinistro Total. En el seu Segundo Asalto el so seguia essent bàsicament hip-hop, però van començar a incloure-hi guitarres, que van guanyar importància en els següents discos, fins a apropar-se al rap metal. Segons una entrevista a Radio 3, després d'escoltar una col·laboració entre la banda nord-americana de heavy metal, Anthrax, i la de rap, Public Enemy, van decidir incloure guitarres elèctriques en els seus discos.
El nom del grup fa referència a un sistema d'alertes utilitzat pel Pentàgon, on el DEFCON-2 s'assigna quan s'aconsegueix el nivell immediatament inferior al màxim, que solament s'ha declarat una vegada, en la crisi dels míssils de Cuba.
Els textos de les seves lletres i dels manifestos adjunts en els llibrets dels seus discos poden resultar ofensius, amb nombroses referències a la cultura popular: el folklore, les notícies d'actualitat, la publicitat, la música, el cinema, la literatura, i els còmics. El seu àlbum Armas pal pueblo (1993) és probablement el primer disc espanyol en portar una versió en castellà de l'etiqueta en blanc i negre Parental Advisory: Explicit Content (com la que s'afegeix als discos de lletres explícites als Estats Units). Arran dels seus polèmics textos, en els seus inicis Def Con Dos no tenia gaire suport de grans mitjans de comunicació (amb excepcions com alguns programes de Radio 3).
La situació va canviar el 1993 quan el director de cinema Álex de la Iglesia va estrenar el seu primer llargmetratge Acción mutante, encarregant a Def Con Dos el principal tema musical, també titulat «Acción mutante». Álex de l'Església també va dirigir el videoclip de la cançó. Posteriorment, també van participar en el tema musical de la segona pel·lícula d'Álex de l'Església, El día de la bestia, estrenada a la fi de 1995. A això sumarien el seu cinquè assalt, l'àlbum Alzheimer, i també el disc titulat Ultramemia.

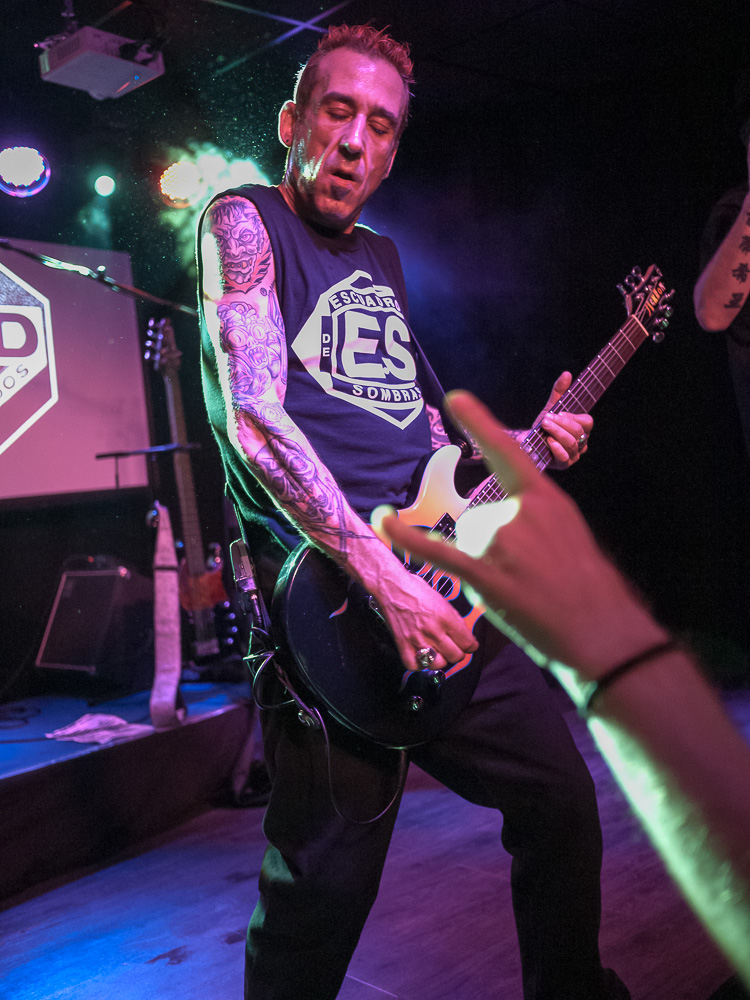
J. Al Ándalus

En 1998 va aparèixer De poca madre, que va confirmar la consolidació del seu estil, fusió de rap a tres veus, guitarres elèctriques i bases de hip-hop. La banda es va separar temporalment el 1999, deixant un recopilatori, Dogmatofobia. Després d'uns anys de silenci, van tornar en 2004 amb el disc Recargando. Durant aquests cinc anys de descans, els membres de la banda es van embarcar en diferents projectes, entre els quals destaca la formació Strawberry Hardcore, fundada pel cantant César Strawberry, el guitarrista Manolo Tejeringo i el bateria Kiki Tornado. Aquesta banda continua avui encara en actiu.

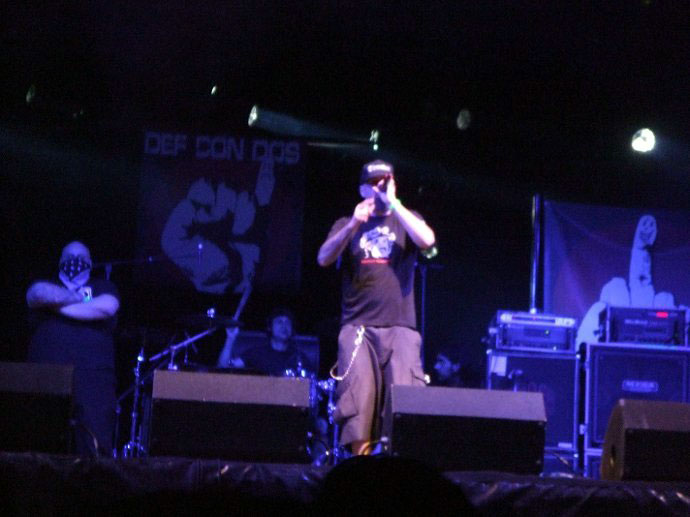
César Strawberry al capdavant de Def Con Dos el 2010

El 2006 van editar 6 dementes contra el mundo, disc en directe recopilatori de la seva carrera. El disc Hipotécate tú va ser publicat el 10 de febrer de 2009. El 2011, coincidint amb el seu vintè aniversari, publiquen el disc La culpa de todo la tiene Def Con Dos, en el qual diversos artistes toquen versions de temes del grup. El disc inclou també un recopilatori, un DVD i un llibre amb la biografia del grup. El 5 de febrer de 2013, Def Con Dos publicà el seu novè disc d'estudi, España es idiota.
Def Con Dos, al llarg de la seva carrera, ha patit diversos episodis de censura per part d'ajuntaments governats pel Partit Popular espanyol, abans i després de la condemna de César Strawbeery per «enaltiment del terrorisme» en les seves lletres.
El 14 de febrer de 2020, amb motiu del 30è aniversari de la banda, Def Con Dos publicà l'àlbum Gilipollas no tiene traducción, una col·lecció de 10 cançons, més dos bonus track, amb el seu so característic que mescla punk i rap, acompanyat del llibre, Himnos, profecías y canciones olvidadas Vol.1., escrit per César Strawberry, per a commemorar «30 años de lucha contra la estupidez».

## Al cinema
- «Acción mutante» de la banda sonora d'Acción mutante d'Álex de la Iglesia.
- «El día de la Bestia» de la banda sonora d'El día de la Bestia, també d'Álex de la Iglesia. La música que se sent en el concert del grup fictici Satànica que és en realitat de Def Con Dos.
- «Tuno bueno, tuno muerto», va ser usada a la banda sonora de la pel·lícula Tuno negro de Pedro L. Barbero i Vicente J. Martín. Concretament en els crèdits.
- «No digas nada», de la banda sonora de la pel·lícula No digas nada de Felipe Jiménez Luna.
- «Los días pasan mal» a la banda sonora de la quarta part de la saga Fast & Furious.

## Discografia

### Discs d'estudi
- Primer asalto (1989, maqueta)[10]
- Segundo asalto (1989, Dro East West)
- Tercer asalto (inclou Primer Asalto, 1991, Dro East West)
- Armas pal pueblo (1993, Dro East West)
- Alzheimer (1995, Dro East West)
- Ultramemia (1996, Dro East West)
- De poca madre (1998, Dro East West)
- Recargando (2004, Dro Atlantic)
- Hipotécate tú (Warner, 2009)[11]
- España es idiota (Warner, 2013)
- Dos tenores (2015)
- #trending_distopic (2017, Rock Estatal Records)
- Gilipollas no tiene traducción (2020, Warner Music)[9]
- Cuarto asalto (Calaverita Records, 2024)[12]

### Altres
- Dogmatofobia (Recopilatori, 1999, Dro East West)
- 6 dementes contra el mundo (Disc en directe, 2006, Dro East West)
- La culpa de todo la tiene Def Con Dos (Disc de tribut, 2011)

### Vídeos
- Videohistorias Vol.1 (Dro East West, 1995)
- Videohistorias Vol.2 (Dro East West, 1997)
- Videohistorias 2005 (Dro East West, 2005)